# Ulrichshorn
Ulrichshorn – szczyt w Alpach Pennińskich, części Alp Zachodnich. Leży Szwajcarii w kantonie Valais. Należy do masywu Mischabel. Szczyt można zdobyć ze schronisk Mischabelhütte (3329 m) lub Bordierhütte (2886 m). Szczyt otaczają lodowce Riedgletscher oraz Hohbalmgletscher.